# Pierre Guénard
Pour les articles homonymes, voir Guénard.
 (juillet 2022).
Si vous disposez d'ouvrages ou d'articles de référence ou si vous connaissez des sites web de qualité traitant du thème abordé ici, merci de compléter l'article en donnant les références utiles à sa vérifiabilité et en les liant à la section « Notes et références ».
Pierre Guénard, né le 17 avril 1987 à Laval, est auteur-compositeur-interprète et romancier français. 
Il est le leader du groupe de rock Radio Elvis.

## Biographie
Fils d’un père transporteur et d’une mère secrétaire, il passe son enfance dans les Deux-Sèvres avec ses deux sœurs.
Après un bac littéraire, il s'installe à Nantes puis à Poitiers où il accumule les petits boulots. Il anime tous les mois une scène Spoken word au Café Bleu à Poitiers.
Après un passage par Berlin, il s’installe à Paris en novembre 2009 et commence à composer ses premières chansons sous le nom de Radio Elvis.
Au printemps 2013, Radio Elvis devient un groupe. Leur premier EP Juste avant la ruée se fait très vite remarquer. Ils accumulent les dates de concert (près de 300) et les prix (Prix du jury iNOUïS 2015 du Printemps de Bourges, FAIR 2015, prix Félix-Leclerc, Coup de cœur Charles-Cros 2015, lauréat Paris Jeunes Talents, prix album révélation de l'année 2016 du Prix des Indés). En 2017 le groupe reçoit une Victoire de la musique dans la catégorie « album révélation ».
Au printemps 2022, Pierre Guénard annonce vouloir faire une pause avec Radio Elvis pour se consacrer à un album solo.
Depuis mai 2022, il présente une fois par mois une émission de radio sur JAM., une antenne de la RTBF. Pendant une heure, il dresse son autoportrait numérique en dévoilant l'intimité de son téléphone portable (musique, notes, photos, etc.).
Il annonce la sortie de son premier roman, Zéro Gloirechez Flammarion, août 2022.
Le 6 octobre 2023 sort son premier album Je n'ai plus peur de danser.

### Vie personnelle
Depuis 2018, il est en couple avec Leïla Kaddour-Boudadi, journaliste, animatrice de radio et animatrice de télévision française ; ils sont parents d'une fille née en juillet 2020.

## Discographie

### Albums studio
- 2023 - Je n'ai plus peur de danser (Baronesa / Diggers Factory)

### Collaborations et duo
- Portrait, Music Project de Hedi Slimane pour Saint-Laurent Paris.
- Chanson en duo sur l’album Dyade (2021) de Cyril Mokaiesh
- Reprise de Gaby oh Gaby d’Alain Bashung pour la soirée hommage Immortel Bashung au Grand Rex avec Yan Péchin et Chloé Mons (aux côtés de Brigitte Fontaine, Julie Gayet, Raphael)